# 馬拉查區
馬拉查區是非洲中部國家烏干達的111個區之一，由北部區負責管轄，距離阿魯阿約30公里，西面與鄰國剛果民主共和國接壤，主要的經濟產業有農業和畜牧業，2010年人口估計為413,500。

## 外部連結
- District Internet Portal
- Districts of Uganda at Statoids.com （页面存档备份，存于）

03°14′N 30°56′E / 3.233°N 30.933°E